# Palpita sphenocosma
Palpita sphenocosma is een vlinder uit de familie van de grasmotten (Crambidae), uit de onderfamilie van de Spilomelinae. De wetenschappelijke naam van deze soort is voor het eerst voorgesteld als Margaronia sphenocosma door Edward Meyrick in een publicatie uit 1894.
De soort komt voor in India (Meghalaya), Indonesië (Zuidoost-Borneo, Pulo Laut).